# Isselt
Het huis Isselt stond in de Nederlandse stad Amersfoort, provincie Utrecht. Op het oude kasteelterrein staat de Kapel van Isselt. Zowel de kapel als het kasteelterrein zijn aangewezen als rijksmonument.

## Geschiedenis
Mogelijk was er in de 13e eeuw al een hofstede Isselt. De eerste daadwerkelijke vermelding dateert echter uit de 14e eeuw, toen er sprake was van een huis met hofstede en vier morgen land. Dit goed werd in 1328 door eigenaar Cuzijn van IJsel opgedragen aan de Hollandse graaf, die het hierna weer in leen teruggaf aan Cuzijn.

### Kapel
In 1339 stichtte Dirc Cosijn van Isselt op zijn land een kapel, gewijd aan de heilige Barbara. Hij schonk tevens het huis en een halve morgen grond aan de kapel. Het huis en de kapel fungeerden als het bestuurlijk centrum van de heerlijkheid Isselt.

### Nieuw huis
In 1515 bouwde Volcken van Isselt aan de westkant van het oude huis Isselt een nieuw huis. Het is niet duidelijk waar dit nieuwe huis zich precies bevond, maar waarschijnlijk is het buiten de omgrachting van het oude huis en kapel gebouwd. Dit nieuwe huis is uiteindelijk vervangen door een boerderij, die anno 2023 niet meer bestaat.

### Bouw van het herenhuis
Judith de Beer en haar zoon Johan van Isselt bouwden tussen 1636 en 1640 een herenhuis tegen de kapel aan, die immers door de reformatie in onbruik was geraakt. In de kapel werd in de tweede helft van de 17e eeuw een grafkelder aangebracht voor de familie Van Isselt.
In 1727 overleed Geertruid van Isselt, de laatste erfgenaam uit deze familie. Zij had geen kinderen en daarom kwam Isselt terecht bij een ver familielid.
Wanneer het middeleeuwse huis Isselt is afgebroken, is niet duidelijk. Mogelijk gebeurde dat al in 1515, toen Volcken zijn nieuwe huis bouwde. Volgens een melding uit 1747 bestond het oude huis in dat jaar echter nog, maar in 1761 bleek er alleen nog sprake te zijn van vier morgen land waar ‘eertijds een huis gestaan heeft, genaamd het huis van Isselt’. Mogelijk is het oude huis dus afgebroken tussen 1747 en 1761.

### Boerderij
Het huis en de heerlijkheid Isselt werden in 1775 verkocht aan Jacob van Dam. Vanwege bouwvalligheid moest het herenhuis in 1784 worden afgebroken, waarna de kapel onderdeel werd van een boerderij. De heerlijkheid Isselt werd opgeheven tijdens de Franse tijd en in 1812 werd zij onderdeel van de gemeente Soest.
In 1922-1923 werd de kapel gerestaureerd.

## Archeologisch onderzoek
Volgens het monumentenregister bevinden zich in de bodem nog de restanten van het oorspronkelijke versterkte huis Isselt, maar onderzoek heeft nog niet tot eenduidige resultaten geleid. Rond 1966 zouden resten van fundamenten uit de 14e eeuw zijn aangetroffen, maar archeologisch onderzoek in 2001 kon geen fundamenten aantonen. Wel werden puinresten ten noordoosten van de huidige bebouwing aangetroffen. De exacte locatie van het middeleeuwse versterkte huis kon echter niet worden vastgesteld.
Kasteel Ter Aa (Breukelen) ·
Aastein ·
Slot Abcoude ·
Amaliastein ·
Nieuw-Amelisweerd ·
Oud-Amelisweerd ·
Kasteel Amerongen ·
Kasteel Batestein (Harmelen) ·
Kasteel Batestein (Vianen) · 
De Beest ·
Bergestein ·
Beverweerd ·
Blasenburg ·
Blikkenburg ·
Blommesteyn ·
Bolenstein ·
Bolsweerd ·
Bottestein ·
Kasteel Broekhuizen ·
Bruinenburg ·
Huis Cammingha ·
Clarenborg ·
Coelhorst ·
De Batau ·
Dompselaer ·
Huis Doorn ·
Drakenburg (kasteel) ·
Drakensteyn ·
Kasteel Duurstede ·
Huis Ter Eem ·
Eijkelenburg ·
Emmickhuizen ·
Den Engh ·
Essenstein ·
Everstein (Everdingen) ·
Everstein (Jutphaas) ·
Den Eyck ·
Galesloot ·
Kasteel Geerestein ·
Gildenborgh ·
Kasteel Ten Goye ·
Grauwert ·
Grijpestein ·
Groenestein (Langbroek) ·
Kasteel Groeneveld (Baarn) ·
Groenewoude (Woudenberg) ·
Gunterstein ·
Kasteel de Haar ·
Kasteel Hagestein ·
Hamtoren ·
Kasteel Hardenbroek ·
Huis Harmelen ·
Ridderhofstad Heemstede ·
Kasteel Heemstede ·
Heimenberg ·
Heimerstein ·
Huis Herlaar ·
Ter Heul ·
Heulestein ·
Hindersteyn ·
Kasteel Ter Horst (Achterberg) ·
Isselt ·
Kasteel IJsselstein ·
Jagenstein ·
Kersbergen ·
Killestein ·
Kronenburg (kasteel) ·
Kasteel Levendaal ·
Lichtenberg (Woudenberg) ·
Lievendaal (Amerongen) ·
Landgoed Linschoten ·
Kasteel Linschoten ·
Lockhorst ·
Kasteel Loenersloot ·
Kasteel Lunenburg ·
Huis Maarsbergen ·
Marckenburg ·
Ter Meer ·
Ter Mey (Haarzuilens) ·
Huis te Mijdrecht ·
Huis te Mijnden ·
Kasteel Moersbergen ·
Kasteel Montfoort ·
Natewisch ·
Te Nesse ·
Kasteel Nijenrode ·
Nijenstein ·
Nijeveld ·
Noordwijk (Langbroek) ·
Huis te Oosterwijk ·
Oostwaard (Utrecht) ·
Op de Bol ·
Oud-Broekhuizen ·
Ridderhofstad Oudaan ·
Huis Oudegein ·
Oudenhorst ·
Plettenburg (kasteel) ·
Huis De Polle ·
Prattenburg ·
Kasteel Putkop ·
Randenbroek (park) ·
Remmerstein ·
Kasteel Renswoude ·
Rhijnauwen ·
Kasteel Rhijnestein ·
Huis Riebeek ·
Kasteel Rijnenburg ·
Rijnestein ·
Rijneveld ·
Kasteel Rijnhuizen ·
Rijningen ·
Huis Rijnsweerd ·
Rijpickerwaard · 
Kasteel Rijsenburg ·
De Roetert ·
Rumelaar ·
Kasteel Ruwiel ·
Royestein ·
Kasteel Sandenburg ·
Kasteel Schalkwijk ·
Kasteel Schonauwen ·
Schurenburg ·
Snaafburg ·
Snellenburg ·
Paleis Soestdijk ·
Steenhuis (Lopik) ·
Kasteel Sterkenburg ·
Stormerdijk ·
Landgoed Stoutenburg ·
Ten Massche ·
Valkenburg (Rhenen) ·
Huis te Velde ·
Kasteel Veldenstein ·
Hofstede te Vliet ·
Huis te Vleuten ·
Huis te Vliet (Lopik) ·
Huis te Vliet (Oudewater) ·
Vogelpoel ·
Huis te Voorn ·
Vredelant ·
Vronestein ·
Vuijlcop ·
Kasteel Walenburg ·
Wayenstein (Amerongen) ·
Kasteel Weerdenburg ·
Weerdesteyn ·
Weerestein ·
Hof ter Weyde ·
Wickenburgh ·
Wijnestein ·
Wiltenburg (Utrecht) ·
Kasteel van Woerden ·
Huis Woudenberg ·
Huis te Woudenberg (I) ·
Huis te Woudenberg (II) ·
Wulven ·
Kasteel Oud-Wulven ·
Wulvenhorst ·
Slot Zeist ·
Kasteel Zuilenburg ·
Zuileveld ·
Slot Zuylen ·
Huis Zuylenstein